# Postnumre i Brasilien
Postnumre i Brasilien er opbygget som et 8-cifret tal, der består af 5 tal først og derefter 3 tal adskilt af en bindestreg.

## Historie
Postnumrene blev indført som 5-cifrede i maj 1971. I maj 1992, blev de ændret til de nuværende 8-cifrede.

## Opbygning
Den første 5-cifrede del af postnummeret identificerer postdistriktet på 5 niveauer:
- Region
- Underregion
- Sektor
- Undersektor
- Del af undersektor

Den sidste 3-cifrede del, kan bruges til, at præcisere destinationen, f.eks. ved, at de repræsenterer en offentlig institution eller
et større firma.